# Anjuta
Anjuta — вільне кросплатформне інтегроване середовище розробки (акр. кирил. ІСР; англ. IDE) для мов програмування С та C++, розроблене для проєкту GNOME. Середовище входить у стандартний набір програм багатьох популярних дистрибутивів Лінукс, таких як Ubuntu, openSuse, Fedora, Mandriva та ін. Anjuta поширюється на умовах ліцензії GNU GPL. 
Проєкт Anjuta розробляється з метою створити каркас (framework) для побудови ІСР з можливістю подальшого налаштування та розширення.
Частина проєкту (libanjuta) реалізує каркас (framework) модуля розширення для ІСР Anjuta DevStudio

## Можливості середовища
- створення проєктів (projects)
- генерація шаблонів проєктів (wizard)
- автодоповнення
- підсвітка синтаксису
- інтерактивний дебагер надбудований над gdb та редактором коду
- інтегрований Glade Interface Designer
- інтегрований переглядач документації Devhelp

## Дивись також
- CodeLite
- Dev-C++
- HaiQ для Qt
- QDevelop
- Scintilla
- SciTE

1. ↑  Anjuta Building